# Communauté de communes Loire et Allier
Die Communauté de communes Loire et Allier ist ein französischer Gemeindeverband mit der Rechtsform einer Communauté de communes im Département Nièvre in der Region Bourgogne-Franche-Comté. Der Gemeindeverband wurde am 31. Dezember 1993 gegründet und umfasst fünf Gemeinden. Der Verwaltungssitz befindet sich im Ort Saint-Parize-le-Châtel.

## Historische Entwicklung
Mit Wirkung zum 1. Januar schied die Gemeinde Saint-Éloi aus dem Gemeindeverband aus und trat der Communauté d’agglomération de Nevers bei.

## Mitgliedsgemeinden
| Gemeinde                               | Einwohner 1. Januar 2022 | Fläche km² | Dichte Einw./km² | Code INSEE | Postleitzahl |
| -------------------------------------- | ------------------------ | ---------- | ---------------- | ---------- | ------------ |
| Chevenon                               | 632                      | 32,94      | 19               | 58072      | 58160        |
| Magny-Cours                            | 1.417                    | 31,87      | 44               | 58152      | 58470        |
| Mars-sur-Allier                        | 300                      | 20,93      | 14               | 58158      | 58240        |
| Saint-Parize-le-Châtel                 | 1.216                    | 49,11      | 25               | 58260      | 58490        |
| Sauvigny-les-Bois                      | 1.413                    | 29,64      | 48               | 58273      | 58160        |
| Communauté de communes Loire et Allier | 4.978                    | 164,49     | 30               | –          | –            |